# シェイクスピア劇登場人物一覧 史劇
シェイクスピア劇登場人物一覧（シェイクピアげきとうじょうじんぶついちらん）は、ウィリアム・シェイクスピアの劇に登場する人物の一覧である。
- 名前のない貴族、従者、召使い、兵、伝令などは基本的に省略した。
- 五十音順で姓（ローマ人は第三名）を優先した。ただし、出身地などの地名が姓のように使われている場合はその限りではない。
- （史）は歴史上の人物、（虚）は（主に史劇の）虚構の人物、（伝）は伝説・神話の人物を表す。それ以外は虚構の人物である。
- 「外」（シェイクスピア以外の登場作品）はその人物が主役として登場する作品に限定した。
- 「演」（演じた役者）について、特に何も記していないものは舞台である。
- 「詞」（名台詞）はすべて坪内逍遥・訳から引用した。

| 悲劇 | 喜劇 | 史劇 |

## あ
- アーサー Arthur（ジョン王）：（史）ブルターニュ侯。
- アーズウィック、クリストファー Christopher Urswick（リチャード三世）：（史）僧侶。
- アーチボルド（ヘンリー四世 第1部）＞ダグラス伯アーチボルド
- アーピンガム、サー・トマス Sir Thomas Erpingham（ヘンリー五世）：（史）ヘンリー五世軍の将校。
- アイデン、アレグザンダー Alexander Iden（ヘンリー六世 第2部）：ケントの紳士。
- アバガヴェニー卿 Lord Abergavenny（ヘンリー八世）：（史）
- アランソン公 Duke of Alencon（ヘンリー六世 第1部）：（史）
- アリス Alice（ヘンリー五世）：（虚）キャサリン王女に仕える淑女。
- アン、レディ Lady Anne（リチャード三世）：（史）ヘンリー六世の子、エドワード皇太子の未亡人。後にグロスター公（リチャード三世）と結婚。
  - 演：クリスティン・スコット・トーマス（1995年、映画）

- イーリー司教 Bishop of Ely（ヘンリー五世）：（史）
  - 演：アレック・マッコーエン（1989年、映画）
- イーリー司教 Bishop of Ely（リチャード三世）：（史）
- 居酒屋「雄豚の頭」亭の女将 Hostess of the Boar's Head Tavern（ヘンリー五世）＞クィックリー夫人
- イザボー Isabel（ヘンリー五世）：（史）フランス王妃。

- ヴァーノン Vernon（ヘンリー六世 第1部）：白薔薇つまりヨーク派。
- ヴァーノン、サー・リチャード Sir Richard Vernon（ヘンリー四世 第1部）
- ウィットモア、ウォルター Walter Whitmore（ヘンリー六世 第2部）
- ウィリアムズ Williams（ヘンリー五世）：ヘンリー五世軍の兵士。
- ウィルトシャーの刑執行官 Sheriff of Wiltshire（リチャード三世）：（史）
- ウィロビー卿 Lord Willoughby（リチャード二世）：William Willoughby, 5th Baron Willoughby de Eresbyがモデル。
- ウィンチェスター司教（ヘンリー六世 第1部）＞ボーフォート
- ウィンチェスター司教（ヘンリー八世）＞ガードナー
- ヴォークス Vaux（ヘンリー六世 第2部）
- ヴォークス、サー・ニコラス Sir Nicholas Vaux（ヘンリー八世）：（史）
- ウッドヴィル Woodville（ヘンリー六世 第1部） - ロンドン塔の長官代理。
- ウェストミンスター修道院長 Abbot of Westminster（リチャード二世）：William de Colchestがモデル。
- ウェストモーランド伯 Earl of Westmorland （ヘンリー四世 第1部、ヘンリー四世 第2部、ヘンリー五世）：（史）
- ウェストモーランド伯 Earl of Westmorland（ヘンリー六世 第3部）：（史）
- ウォート Wart（ヘンリー四世 第2部）：新募集者。
- ヴォーン、サー・トーマス Sir Thomas Vaugha（リチャード三世）：（史）
- ウォリック伯 Earl of Warwick（ヘンリー四世 第2部、ヘンリー五世、ヘンリー六世 第1部）：（史）
- ウォリック伯 Earl of Warwick（ヘンリー六世 第2部、ヘンリー六世 第3部）：（史）
- ウスター伯（ヘンリー四世 第1部）＞パーシー、ウスター伯トマス
- ウルジー Wolsey（ヘンリー八世）：（史）枢機卿。
  - 演：ヘンリー・アーヴィング（19世紀）、ジョン・ギールグッド（1959年）

- エクストン（リチャード二世）＞ピアース・オブ・エクストン
- エクセター公 Duke of Exeter（ヘンリー五世、ヘンリー六世 第1部）：（史）ヘンリー五世の伯父。ヘンリー六世の大叔父。
- エクセター公 Duke of Exeter（ヘンリー六世 第3部）：（史）
- エセックス伯 Earl of Essex（ジョン王）：（史）
- エドムンド、ラットランド伯（ヘンリー六世 第3部）＞ラットランド伯エドムンド
- エドマンド・オブ・ラングリー Edmund of Langley（リチャード二世）：（史）ヨーク公。リチャード二世の叔父。
- エドワード皇太子 Edward, Prince of Wales（ヘンリー六世 第3部）：（史）ヘンリー六世の息子。
- エドワード皇太子（リチャード三世）＞エドワード五世
- エドワード四世 Edward（ヘンリー六世 第2部、ヘンリー六世 第3部、リチャード三世）：（史）イングランド王。ヨーク公リチャードの息子。
- エドワード五世 Edward V（リチャード三世）：（史）エドワード四世の息子。父親の死後イングランド王になる。
- エリザベス Elizabeth（ヘンリー六世 第3部、リチャード三世）：（史）エドワード四世の王妃。旧名はレディ・グレイ。
  - 演：アネット・ベニング（1995年、映画）
- エリナー Elinor（ジョン王） -  ヘンリー2世の妃、ジョン王の母。

- オーヴェルニュ伯爵夫人 Countess of Auvergne（ヘンリー六世 第1部）
- オーマール公（リチャード二世）＞ヨーク公
- 王座裁判所の首席裁判官 Lord Chief Justice of the King's Bench（ヘンリー四世 第2部）：（史）
- オックスフォード伯 Earl of Oxford（ヘンリー六世 第3部、リチャード三世）：（史）
- オルレアン公 Duke of Orleans（ヘンリー五世）：（史）
  - 演：リチャード・クリフォード（1989年、映画）
- オルレアンの私生児 Bastard of Orleans（ヘンリー六世 第1部）：（史）

## か
- ガーグレイヴ、サー・トマス Sir Thomas Gargrave（ヘンリー六世 第1部）：（史）
- ガードナー Gardiner（ヘンリー八世）：（史）ウィンチェスター司教。
- ガーニー、ジェームズ James Gurney（ジョン王）：ファルコンブリッジ夫人の召使い。
- カーライル司教 Bishop of Carlisle（リチャード二世）：（史）
- ガワー Gower（ヘンリー四世 第2部）
- ガワー、サー Sir Gower（ヘンリー五世）：ヘンリー五世軍の将校。
- カンタベリー大主教 Archbishop of Canterbury（ヘンリー五世）：（史）
- カンタベリー大主教（リチャード三世）＞バウチャー
- カンタベリー大主教（ヘンリー八世）＞クランマー

- キャサリン Katharine（ヘンリー五世）：（史）シャルル6世とイザボーの娘。
  - 演：エマ・トンプソン（1989年、映画）
- キャサリン Queen Katherine（ヘンリー八世）：（史）ヘンリー八世の妻、後に離婚。
- ギャッズヒル Gadshill（ヘンリー四世 第1部）
- キャピューシアス Capuchius（ヘンリー八世）：（史）皇帝カール五世の大使。
- キャンピーアス Campeius（ヘンリー八世）：（史）枢機卿。
- ギルフォード、サー・ヘンリー Sir Henry Guilford（ヘンリー八世）

- クィックリー夫人 Mistress Quickly：『ヘンリー四世 第1部』と『ヘンリー四世 第2部』では、イーストチープの女将。『ヘンリー五世』では居酒屋「雄豚の頭」亭の女将で、ピストルの女房になっている。フォルスタッフと一緒に『ウィンザーの陽気な女房たち』にも出演（キーズ医師の召使い役）。
  - 演：ジュディ・デンチ（1989年、映画『ヘンリー五世』）、マーガレット・ラザフォード（1965年、映画『オーソン・ウェルズのフォルスタッフ』）
- 宮内大臣 Lord Chamberlain（ヘンリー八世）
- クラレンス公ジョージ George, Duke of Clarence（ヘンリー六世 第3部、リチャード三世）：（史）ヨーク公リチャードの息子。エドワード四世とグルスター公（リチャード三世）の兄弟。
  - 演：ナイジェル・ホーソーン（1995年、映画）
- クラレンス公ジョージの幼い息子 young son of Clarence（リチャード三世）：（史）
- クラレンスジョージ公の幼い娘 young daughter of Clarence（リチャード三世）：（史）
- クラレンス公トマス Thomas, Duke of Clarence（ヘンリー四世 第2部）：（史）ヘンリー四世の子。
- グランズデール、サー・ウィリアム Sir William Glansdale（ヘンリー六世 第1部）
- グランプレ Grandpré（ヘンリー五世）：フランスの貴族。
- クランマー Cranmer（ヘンリー八世）：（史）カンタベリー大主教。
  - 演：ロナルド・ピックアップ（1979年、テレビ映画）
- グリーン Green（リチャード二世）：リチャード二世の家来。
- グリフィス Griffith（ヘンリー八世）：王妃キャサリンの侍従。
- クリフォード卿 Lord Clifford（ヘンリー六世 第2部）
- クリフォード卿 Lord Clifford（ヘンリー六世 第2部、ヘンリー六世 第3部） - 上記のクリフォード卿の息子。
- グレイ、サー・トマス Sir Thomas Grey（ヘンリー五世） - 逆賊。
- グレイ、レディ Lady Grey（ヘンリー六世 第3部）＞エリザベス
- グレイ卿 Lord Grey（リチャード三世）：（史）リヴァーズ卿の息子。
- グレンダワー、オーウェン Owen Glendower（ヘンリー四世 第1部）：（史）
- グロスター公 Humphrey, Duke of Gloucester（ヘンリー四世 第2部、ヘンリー五世、ヘンリー六世 第1部、ヘンリー六世 第2部）：（史）ヘンリー四世の子。ヘンリー五世の兄弟。ヘンリー六世の叔父で摂政を勤めた。
- グロスター公リチャード（ヘンリー六世 第3部、リチャード三世）＞リチャード三世
- グロスター公夫人 Duchess of Gloucester（リチャード二世）：（史）
- グロスター公夫人 Duchess of Gloucester（ヘンリー六世 第2部）：（史）
- クロムウェル Cromwell（ヘンリー八世）：（史）ウルジーの部下。

- ケイツビー、サー・ウィリアム Sir William Catesby（リチャード三世）
- ケイド、ジャック Jack Cade（ヘンリー六世 第2部）：（史）反逆者。
- ケンブリッジ伯 Earl of Cambridge（ヘンリー五世）：（史）逆賊。

- コート Court（ヘンリー五世）：ヘンリー五世軍の兵士。
- コヴェントリー市長 Mayor of  Coventry（ヘンリー六世 第3部）
- ゴフ、マシュー Matthew Gough（ヘンリー六世 第2部）
- コルヴィル、サー・ジョン Sir John Coleville（ヘンリー四世 第2部）
- コンスタンス Constance（ジョン王）：（史）アーサーの母。

## さ
- サイレンス Silence（ヘンリー四世 第2部）：地方判事。
- サウスウェル、ジョン John Southwell（ヘンリー六世 第2部）：神父。
- サフォーク公（伯） Duke (Earl) of Suffolk（ヘンリー六世 第1部、ヘンリー六世 第2部）：（史）
- サフォーク公 Duke of Suffolk（ヘンリー八世）：（史）
- サマーヴィル、サー・ジョン Sir John Somerville（ヘンリー六世 第3部）
- サマセット公 Duke of Somerset（ヘンリー六世 第1部）：（史）ヘンリー六世の大叔父。
- サマセット公 Duke of Somerset（ヘンリー六世 第2部、ヘンリー六世 第3部）：（史）
- サリー公 Duke of Surrey（リチャード二世）：（史）
- サリー伯 Earl of Surrey（ヘンリー四世 第2部）：（史）
- サリー伯 Earl of Surrey（リチャード三世）：（史）ノーフォーク公の息子。
- サリー伯 Earl of Surrey（ヘンリー八世）：（史）
- サンズ卿 Lord Sands（ヘンリー八世）：（史）別名サー・ウィリアム・サンズ。

- 式部官（リチャード二世）：John FitzAlanがモデル。
- ジャーデーン、マージェリー Margery Jourdain（ヘンリー六世 第2部）：魔女。
- シャティヨン Chatillion（ジョン王）：フランスからジョン王に遣わされた大使。
- シャドー Shadow（ヘンリー四世 第2部）：新募集者。
- ジャミー、サー Sir Jamy（ヘンリー五世）：ヘンリー五世軍の将校。
- シャルル Charles（ヘンリー六世 第1部）：（史）フランス王太子。後にフランス王（シャルル七世）。
- シャロー Shallow（ヘンリー四世 第2部）：地方判事。フォルスタッフと一緒に『ウィンザーの陽気な女房たち』にも出演。
- ジャンヌ、乙女 Joan la Pucelle（ヘンリー六世 第1部）：「ジャンヌ・ダルク」のこと。
- シュルーズベリー伯 Earl of Shrewsbury（ヘンリー六世 第1部）＞タルボット卿
- ジョージ、クラレンス公（ヘンリー六世 第3部）＞クラレンス公ジョージ
- ジョン John（ジョン王）：（史）イングランド王。
- ジョン、ランカスター公＞ランカスター公ジョン
- ジョン・オブ・ゴーント John of Gaunt（リチャード二世）：（史）ランカスター公。リチャード二世の叔父。
  - 演：ジョン・ギールグッド（1929年、1937年）、デレク・ジャコビ（1978年、テレビ）
- シンコックス Simcoxとその妻（ヘンリー六世 第2部）：ペテン師。

- スクループ、サー・スティーヴン Sir Stephen Scroop（リチャード二世）
- スクロープ卿 Lord Scrope（ヘンリー五世）：（史）逆賊。
- スケールズ卿 Lord Scales（ヘンリー六世 第2部）
- スタフォード、ウィリアム William Stafford（ヘンリー六世 第2部）
- スタフォード、サー・ハンフリー Sir Humphrey Stafford（ヘンリー六世 第2部）：上記ウィリアムの兄。
- スタフォード卿 Lord Stafford（ヘンリー六世 第3部）
- スタンリー、サー・ウィリアム Sir William Stanley（ヘンリー六世 第3部）
- スタンリー、サー・ジョン Sir John Stanley（ヘンリー六世 第2部）
- スタンリー卿 Lord Stanley（リチャード三世）：（史）
- スネア Snare（ヘンリー四世 第2部）：警吏。
- スミス Smith（ヘンリー六世 第2部）：織物屋。ジャック・ケイドの仲間。

- セイ卿 Lord Say（ヘンリー六世 第2部）：（史）
- セント・オールバンズの市長 Mayor of Saint Albans（ヘンリー六世 第2部）

- ソールズベリー伯 Earl of Salisbury（ジョン王）：（史）
- ソールズベリー伯 Earl of Salisbury（リチャード二世）：（史）
- ソールズベリー伯 Earl of Salisbury（ヘンリー五世、ヘンリー六世 第1部）：（史）
- ソールズベリー伯 Earl of Salisbury（ヘンリー六世 第2部）：（史）
- 僧侶、別の Another priest（リチャード三世）：（史）

## た
- ダグラス伯アーチボルド Archibald, Earl of Douglas（ヘンリー四世 第1部）：（史）
- タルボット卿 Lord Talbot（ヘンリー六世 第1部）：（史）シュルーズベリー伯。
- タルボット、ジョン John Talbot（ヘンリー六世 第1部）：（史）タルボット卿の息子。

- デーヴィー Davy（ヘンリー四世 第2部）：シャローの召使い。
- ティアシート、ドル Doll Tearsheet（ヘンリー四世 第2部）：いかがわしい女性。
  - 演：ジャンヌ・モロー（1965年、映画『オーソン・ウェルズのフォルスタッフ』）
- ディック Dick（ヘンリー六世 第2部）：肉屋。ジャック・ケイドの仲間。
- ティレル、サー・ジェームズ Sir James Tyrrel（リチャード三世）：（史）
- デニー、サー・アンソニー Sir Anthony Denny（ヘンリー八世）：（史）

- ドーセット侯 Marquess of Dorset（リチャード三世）：（史）リヴァース伯の息子。
- トラヴァーズ Travers（ヘンリー四世 第2部））：ノーサンバランド伯の家来。

## な
- ニム Nym（ヘンリー五世）：フォルスタッフの仲間。フォルスタッフと一緒に『ウィンザーの陽気な女房たち』にも出演。

- ノーサンバランド伯（リチャード二世 、ヘンリー四世 第1部）＞パーシー、ノーサンバランド伯ヘンリー
- ノーサンバランド伯 Earl of Northumberland（ヘンリー六世 第3部）：（史）
- ノーサンバランド夫人 Lady Northumberland（ヘンリー四世 第2部）
- ノーフォーク公（リチャード二世）＞モーブレー、トマス
- ノーフォーク公 Duke of Norfolk（ヘンリー六世 第3部）：（史）
- ノーフォーク公 Duke of Norfolk（リチャード三世）：（史）
- ノーフォーク公 Duke of Norfolk（ヘンリー八世）：（史）
- ノーフォーク伯（ジョン王）＞ビゴット卿

## は
- バー、ヒューバート・ド Hubert de Burgh（ジョン王）：（史）
- バークリー卿 Lord Berkeley（リチャード二世）：（史）
- ハーコート Harcourt（ヘンリー四世 第2部）
- パーシー、ウスター伯トマス Thomas Percy, Earl of Worcester（ヘンリー四世 第1部）：（史）
  - 演：フェルナンド・レイ（1965年、映画『オーソン・ウェルズのフォルスタッフ』）
- パーシー、ノーサンバランド伯ヘンリー Henry Percy, Earl of Northumberland（リチャード二世、ヘンリー四世 第1部、ヘンリー四世 第2部）：（史）
- パーシー、ヘンリー・"ホットスパー" Henry "Hotspur" Percy（リチャード二世、ヘンリー四世 第1部）：（史）ノーサンバランド伯の子。
  - 演：ショーン・コネリー（1960年、テレビ『An Age of Kings』）
- パーシー夫人 Lady Percy（ヘンリー四世 第1部、ヘンリー四世 第2部）：ホットスパーの妻。名前はケイト。
  - 演：マリナ・ヴラディ（1965年、映画『オーソン・ウェルズのフォルスタッフ』）
- バードルフ Bardolph（ヘンリー四世 第1部、ヘンリー四世 第2部、ヘンリー五世）:フォルスタッフの仲間。フォルスタッフと一緒に『ウィンザーの陽気な女房たち』にも出演。
  - 演：リチャード・ブライアーズ（1989年、映画『ヘンリー五世』）
- バードルフ卿 Lord Bardolf（ヘンリー四世 第2部）：（史）
- ハーバート、サー・ウォルター Sir Walter Herbert（リチャード三世）
- ハーフラーの市長 Governor of Harfleur（ヘンリー五世）：ハーフラーはフランスの都市アルフルール（フランス語版、英語版）の英語読み。
- バウチャー Bourchier（リチャード三世）：（史）枢機卿。カンタベリー大主教。
- バゴット Bagot（リチャード二世）：リチャード二世の家来。
- バスタード（ジョン王）＞フィリップ・ザ・バスタード
- バセット Basset（ヘンリー六世 第1部）：赤薔薇つまりランカスター派。
- バッキンガム公 Duke of Buckingham（ヘンリー六世 第2部、リチャード三世）：（史）
- バッキンガム公 Duke of Buckingham（ヘンリー八世）：（史）
- バッシー Bushy（リチャード二世）：リチャード二世の家来。
- バッツ Butts（ヘンリー八世）：（史）王の主治医。
- パリ市長（ヘンリー六世 第1部）
- ハル王子（ヘンリー四世 第1部）＞ヘンリー五世
- パンダルフ Pandulph（ジョン王）：（史）枢機卿。教皇特使。

- ピーター Peter（ヘンリー六世 第2部）：ホーナーの徒弟。
- ピーター・オブ・ポムフレット Peter of Pomfret（ジョン王）：予言者。
- ピートー Peto（ヘンリー四世 第1部、ヘンリー四世 第2部）
- ピアース・オブ・エクストン、サー Sir Piers of Exton（リチャード二世）
- ビゴット卿 Lord Bigot（ジョン王）：（史）ノーフォーク伯。
- ピストル Pistol（ヘンリー四世 第2部、ヘンリー五世）：フォルスタッフの仲間。フォルスタッフと一緒に『ウィンザーの陽気な女房たち』にも出演。
- 羊飼い（ヘンリー六世 第1部）：乙女ジャンヌの父親。
- ヒューム、ジョン John Hume（ヘンリー六世 第2部）：神父。

- ブーリン、アン Anne Bullen（ヘンリー八世）：（史）王妃に仕える女官、後に王妃。
- ファストルフ、サー・ジョン Sir John Fastolfe（ヘンリー六世 第1部）：（史）
- ファルコンブリッジ夫人 Lady Faulconbridge（ジョン王）・フィリップ・ザ・バスタードとロバート・ファルコンブルッジの母親。
- ファルコンブリッジ、ロバート Robert Faulconbridge（ジョン王）：サー・ロバート・ファルコンブリッジの息子。
- ファング Fang（ヘンリー四世 第2部）：警吏。
- フィーブル Feeble（ヘンリー四世 第2部）：新募集者。
- フィッツウォーター卿 Lord Fitzwalter（リチャード二世）：（史）Walter Fitzwalter, 5th Baron Fitzwalterがモデル。
- フィリップ Philip（ジョン王）：フランス王。
- フィリップ・ザ・バスタード Philip the Bastard（ジョン王）：（虚）ロバート・ファルコンブリッジの異父兄弟。リチャード1世の非嫡出子。
  - 演：ポール・スコフィールド（1945年）

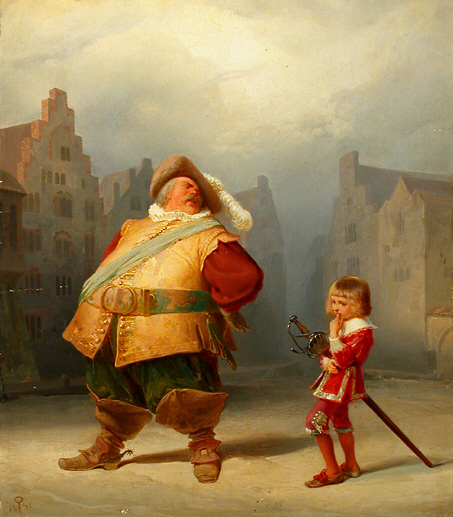
フォルスタッフと小姓の絵（Adolf Schrödter画、1867年）

- フォルスタッフ、サー・ジョン Sir John Falstaff（ヘンリー四世 第1部、ヘンリー四世 第2部）：（虚）人気が出て、仲間たちとともに『ウィンザーの陽気な女房たち』に出演。
  - 演：オーソン・ウェルズ（1965年、映画『オーソン・ウェルズのフォルスタッフ』）、モーリス・エヴァンス、アンソニー・クエイル（1979年、テレビ『Henry IV Part I』『Henry IV Part II』）、ケヴィン・クライン、ロビー・コルトレーン（1989年、映画『ヘンリー五世』）、ラルフ・リチャードソン、デビッド・ワーナー、サイモン・ラッセル・ビール（2012年、テレビドラマ『ホロウ・クラウン/嘆きの王冠』）
- フォルスタッフの小姓（ヘンリー四世 第2部、ヘンリー五世）：フォルスタッフと一緒に『ウィンザーの陽気な女房たち』にも出演し、「ロビン（Robin）」という名前を与えられた。
  - 演：クリスチャン・ベール（1989年、映画『ヘンリー五世』）
- ブラッケンベリー、サー・ロバート Sir Robert Brackenbury（リチャード三世）：（史）
- フランス王（ジョン王）＞フィリップ
- フランス王（ヘンリー五世）：歴史的にはシャルル六世だが、劇中名前は出てこない。
  - 演：ポール・スコフィールド（1989年、映画、シャルル六世として）
- フランス王 King of France（ヘンリー六世 第3部）：（史）ルイ11世のこと。
- フランス王太子（ジョン王）＞ルイ
- フランス王太子（ヘンリー五世）＞ルイ
- ブランチ・オブ・スペイン Blanche of Spain（ジョン王）：（史）カスティーリャ王アルフォンソ8世の娘。
- プランタジネット、リチャード Richard Plantagenet＞ヨーク公リチャード
- ブラント、サー・ウォルター Sir Walter Blunt（ヘンリー四世 第1部）
- ブラント、サー・ジェームズ Sir James Blunt（リチャード三世）：（史）
- ブラント、サー・ジョン Sir John Blunt（ヘンリー四世 第2部）
- ブランドン Brandon（ヘンリー八世）
- ブランドン、サー・ウィリアム Sir William Brandon（リチャード三世）
- フルーエリン、サー Sir Fluellen（ヘンリー五世）：（史）ヘンリー五世軍の将校。
  - 演：イアン・ホルム（1989年、映画）
- ブルカーフ Bullcalf（ヘンリー四世 第2部）：新募集者。
- ブルゴーニュ公 Duke of Burgundy（ヘンリー五世、ヘンリー六世 第1部）：（史）
- ブルボン公 Duke of Bourbon（ヘンリー五世）：（史）

- ペーシェンス Patience（ヘンリー八世）：王妃キャサリンの侍女。
- ベーツ Bates（ヘンリー五世）：ヘンリー五世軍の兵士。
- ヘイスティングス卿 Lord Hastings（ヘンリー四世 第2部）
- ヘイスティングス卿 Lord Hastings（ヘンリー六世 第3部、リチャード三世）：（史）
- ベヴィス、ジョージ George Bevis（ヘンリー六世 第2部）：ジャック・ケイドの仲間。
- ベッドフォード公 Duke of Bedford（ヘンリー五世、ヘンリー六世 第1部）＞ランカスター公ジョン
- ベリー公 Duke of Berry（ヘンリー五世）：（史）
- ヘリフォード公（リチャード二世）＞ヘンリー四世
- ペンブルック伯 Earl of Pembroke（ジョン王）：（史）
- ペンブルック伯 Earl of Pembroke（ヘンリー六世 第3部）：（史）
- ヘンリー Henry（ジョン王）：（史）イングランド王子。後の「ヘンリー三世」。
- ヘンリー、リッチモンド伯（ヘンリー六世 第3部）＞リッチモンド伯ヘンリー
- ヘンリー四世 Henry IV（リチャード二世、ヘンリー四世 第1部、ヘンリー四世 第2部）：（史）イングランド王。ジョン・オブ・ゴーントの子。
  - 演：ジョン・ギールグッド（1965年、映画『オーソン・ウェルズのフォルスタッフ』）、ジョン・フィンチ（1979年、テレビ『Henry IV Part I』『Henry IV Part II』）
- ヘンリー五世 Henry V （ヘンリー四世 第1部、ヘンリー四世 第2部、ヘンリー五世）ヘンリー四世の子。ウェールズ公時代は「ハル王子」としてフォルスタッフたちと暴れ回る。イングランド王としては、フランスを破り、決戦前の「聖クリスピンの祭日の演説」は現在でも多くの作品に言及されている。
  - 演じた役者（ハル王子）：ロバート・ハーディ（1960年、テレビ『An Age of Kings』）
  - 演じた役者（ヘンリー五世）：ローレンス・オリヴィエ（1944年、映画『ヘンリィ五世』）ケネス・ブラナー（1989年、映画）
  - 詞：「われわれは、われわれ幸福な少数は、兄弟（けいてい）団とも称すべきだ」（『ヘンリー五世』IV.3）
- ヘンリー六世 Henry VI（ヘンリー六世 第1部、ヘンリー六世 第2部、ヘンリー六世 第3部）：（史）イングランド王。ヘンリー五世の子。
  - 演：デビッド・ワーナー（1965年、テレビ『The War of the Roses』）
- ヘンリー八世 Henry VIII（ヘンリー八世）：（史）イングランド王。
  - 演：ハリー・アンドリュース（1959年）

- ボーナ Bona（ヘンリー六世 第3部）：フランス王妃の妹。
- ホーナー、トマス Thomas Horner（ヘンリー六世 第2部）：武具師。
- ボーフォート Beaufort（ヘンリー六世 第1部、ヘンリー六世 第2部）：（史）ウィンチェスター司教。枢機卿。ヘンリー六世の大叔父。
- ポインズ Poins（ヘンリー四世 第1部、ヘンリー四世 第2部）
- ホットスパー（リチャード二世）＞パーシー、ヘンリー・"ホットスパー"
- ポムフレット（ジョン王）＞ピーター・オブ・ポムフレット
- ホランド、ジョン John Holland（ヘンリー六世 第2部）：ジャック・ケイドの仲間。
- ボリングブルック、ヘンリー Henry Bolingbroke（リチャード二世）＞ヘンリー四世
- ボリングブルック、ロジャー Roger Bolingbroke（ヘンリー六世 第2部）：魔術師。

## ま
- マーガレット Margaret（ヘンリー六世 第1部、ヘンリー六世 第2部、ヘンリー六世 第3部、リチャード三世）：（史）ルネの娘。、ヘンリー六世の王妃。
- マーチ伯エドムンド・モーティマー（ヘンリー四世 第1部）＞モーティマー、エドムンド
- マーチ伯エドワード（ヘンリー六世 第3部）＞エドワード四世
- マイケル Michael（ヘンリー六世 第2部）：ジャック・ケイドの仲間。
- マイケル、サー Sir Michael（ヘンリー四世 第1部）：ヨーク大司教スクループの友人。
- マックモリス、サー Sir Macmorris（ヘンリー五世）：ヘンリー五世軍の将校。

- ムーラン Melune（ジョン王）：フランスの貴族。
- ムッシュ・ル・フェール Monsieur le Fer（ヘンリー五世）：フランス軍兵士

- モーティマー、エドムンド Edmund Mortimer（ヘンリー四世 第1部）：（史）マーチ伯。
- モーティマー夫人 Lady Mortimer（ヘンリー四世 第1部）：その妻。グリンダーの娘。
- モーティマー、エドムンド Edmund Mortimer（ヘンリー六世 第1部）：（史）マーチ伯。
- モーティマー、サー・ジョン Sir John Mortimer（ヘンリー六世 第3部）：ヨーク公リチャードの叔父。
- モーティマー、サー・ヒュー Sir Hugh Mortimer（ヘンリー六世 第3部）：ヨーク公リチャードの叔父。
- モートン、ジョン（リチャード三世）＞イーリー司教
- モーブレー卿 Lord Mowbray（ヘンリー四世 第2部）：（史）
- モーブレー、トマス Thomas Mowbray（リチャード二世）：（史）ノーフォーク公。
- モートン Morton（ヘンリー四世 第2部）：ノーサンバランドの家来。
- モールディー Mouldy（ヘンリー四世 第2部）：新募集者。
- モンターギュ侯 Marquess of Montagu（ヘンリー六世 第3部）：（史）
- モンゴメリー、サー・ジョン Sir John Montgomery（ヘンリー六世 第3部）
- モントジョイ Montjoy（ヘンリー五世）：フランス軍伝令官。

## や
- ヨーク公（リチャード二世）＞エドムンド・オブ・ラングリー
- ヨーク公 Duke of York（リチャード二世、ヘンリー五世）：（史）ヨーク公エドムンド・オブ・ラングリーの子、ヘンリー五世の従弟。『リチャード二世』では「オーマール公」の名前で登場する。
- ヨーク公リチャード Richard, Duke of York（ヘンリー六世 第1部、ヘンリー六世 第2部、ヘンリー六世 第3部）：（史）ヘンリー六世の従兄弟。
- ヨーク公リチャード Richard, Duke of York（リチャード三世）：（史）エドワード四世の息子。
- ヨーク公夫人 Duchess of York（リチャード二世）：（史）
- ヨーク公夫人 Duchess of York（リチャード三世）：（史）エドワード四世、クレランス公、グロスター公の母。
- ヨーク市長（ヘンリー六世 第3部）
- ヨーク大主教 Archbishop of York（リチャード三世）：（史）
- ヨーク大司教スクループ Scroop, Archbishop of York（ヘンリー四世 第1部、ヘンリー四世 第2部）：（史）

## ら
- ラヴェル、サー・トマス Sir Thomas Lovell（ヘンリー八世）：（史）
- ラヴェル卿 Lord Lovel（リチャード三世）：（史）
- ラットランド伯エドムンド Edmund, Earl of Rutland（ヘンリー六世 第3部）：（史）ヨーク公の息子。
- ラットランドのチューター（ヘンリー六世 第3部）
- ラトクリフ、サー・リチャード Sir Richard Ratcliffe（リチャード三世）：（史）
- ランカスター公（リチャード二世）＞ジョン・オブ・ゴーント
- ランカスター公ジョン John of Lancaste（ヘンリー四世 第1部、ヘンリー四世 第2部、ヘンリー五世、ヘンリー六世 第1部）：（史）ヘンリー四世の子。ヘンリー五世の兄弟、ヘンリー六世の叔父、フランスの摂政。ただし、『ヘンリー五世』以降は「ベッドフォード公」の名前で登場。また『ヘンリー五世』では、版によってはクラレンス公トマスに置き換えられている。
- ランブレ Rambures（ヘンリー五世）：フランスの貴族。

- リヴァーズ卿（伯） Lord  (Earl) Rivers（ヘンリー六世 第3部、リチャード三世）：（史）王妃エリザベスの兄弟。
- リチャード、ヨーク公（リチャード三世）＞ヨーク公リチャード
- リチャード二世 Richard II（リチャード二世）：（史）イングランド王。
  - 演：モーリス・エヴァンス（1934年/1937年/1940年/1954年、テレビ）、ジョン・ギールグッド（1929年、1937年）、デレク・ジャコビ（1978年、テレビ）
- リチャード二世の王妃：（史）

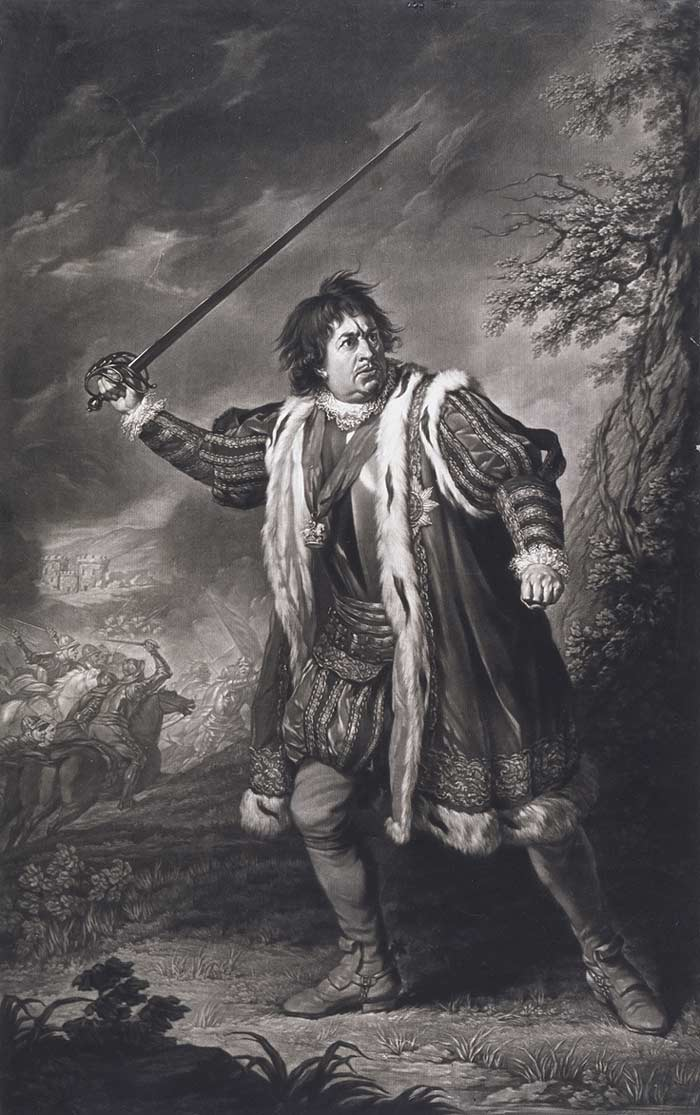
リチャード三世に扮したデヴィッド・ギャリックを描いた絵（1772年）

- リチャード三世 Richard III（ヘンリー六世 第2部、ヘンリー六世 第3部、リチャード三世）：（史）ヨーク公リチャードの息子。
  - 演：F・マーリー・エイブラハム、ローレンス・オリヴィエ（1955年、映画）、エドマンド・キーン、デヴィッド・ギャリック（18世紀）、ピーター・ディンクレイジ、リチャード・バーベッジ（初演）、キアラン・ハインズ、アル・パチーノ、ジョン・バリモア、ジョン・ウィルクス・ブース、ケネス・ブラナー、イアン・ホルム（1965年、テレビ『The War of the Roses』）、イアン・マッケラン（1995年、映画）、イアン・リチャードソン
- リッチモンド伯ヘンリー Henry, Earl of Richmond（ヘンリー六世 第3部、リチャード三世）：（史）クラレンス公の息子。後のヘンリー七世。
- リモージュ Lymoges（ジョン王）：オーストリア大公。
- リンカン司教 Bishop of Lincoln（ヘンリー八世）：（史）

- ルーシー、サー・ウィリアム Sir William Lucy（ヘンリー六世 第1部）
- ルイ Louis（ジョン王）：（史）フランス王太子。
- ルイ Lewis（ヘンリー五世）：（史）フランス王太子。

- レニエ Reignier（ヘンリー六世 第1部）：（史）アンジュー公ならびに名ばかりのナポリ王。

- 老婦人（ヘンリー八世）：アン・ブーリンの友人。
- ロス卿 Lord Ross（リチャード二世）：（史）William Lord Rosseがモデル。
- ロザラム、トムス（リチャード三世）＞ヨーク大主教
- ロンドン市長（ヘンリー六世 第1部）
- ロンドン市長 Lord Mayor of London（リチャード三世）：（史）